# Kyrillos II
Kyrillos Papadopoulos (greco: Κύριλλος Παπαδόπουλος; Prodromos, 26 ottobre 1845 – Agios Dimitrios, 6 luglio 1916) è stato un arcivescovo ortodosso e politico cipriota.
Come arcivescovo fu a capo della Chiesa ortodossa di Cipro con il nome di Kyrillos II. Fu soprannominato Kyrillatsos ("Grande Kyrillos") e ricoprì anche le cariche di vescovo di Larnaca e di membro del Consiglio legislativo.

## Biografia
Papadopoulos nacque a Prodromos nel distretto di Limassol durante l'era ottomana. Studiò a Gerusalemme alla Scuola Teologica della Santa Croce tra il 1866 e il 1872. Lavorò come insegnante alla scuola greca di Nicosia.
Nel 1886 partecipò alle elezioni per il Consiglio Legislativo nella circoscrizione di Nicosia-Kyrenia. Anche se ricevette abbastanza voti per essere eletto, uno dei candidati perdenti protestò perché Papadopoulos non era registrato per votare nella circoscrizione, e si dimise volontariamente. Tuttavia, fu poi eletto al Consiglio in un'elezione suppletiva nel 1889. Mantenne il suo seggio fino al 1911, vincendo la rielezione nel 1891, 1896, 1901 e 1906.
Fu membro del Comitato del distretto di Paphos (1888-89) e poi fu eletto metropolita di Kyrenia nel 1889. Come metropolita di Kyrenia, fece sforzi significativi per convincere i Linobambaki (cristiani che si erano convertiti all'Islam) a riunirsi alla chiesa.
Dopo la morte del metropolita di Kitium (Larnaca), fu eletto metropolita di quella metropoli. Durante la sua autorità sotto quella metropoli, la prima bandiera greca a Cipro fu innalzata nel monastero di Trooditissa il 6 settembre 1902. Fu uno dei fondatori del Ginnasio Panciprio (liceo).
Dopo la morte di Sofronio III, fu eletto arcivescovo di Cipro nel 1909.
Era considerato un convinto sostenitore dell'enosis. Il suo successore Kyrillos III era invece più favorevole alla presenza britannica. Il loro antagonismo divampò dopo che il commissario della corona britannica, Sir Charles Harman, approvò una legge che regolava l'elezione dell'arcivescovo, nel 1907. Il disaccordo tra i due prelati ciprioti finì per coinvolgere i patriarcati ortodossi orientali di Costantinopoli, Gerusalemme e Alessandria. I due leader religiosi furono finalmente riconciliati in seguito all'intervento del governo greco, nel febbraio 1910.
Dopo aver rinunciato alla carica di arcivescovo, divenne presidente delle istituzioni educative greche a Cipro, incarico che mantenne fino alla sua morte nel 1916 ad Agios Dimitrios.
Nel marzo 2010 la sua tomba è stata vandalizzata.